# SV Altlüdersdorf
Sportverein Altlüdersdorf e.V. é uma agremiação esportiva alemã, fundada em 1926, sediada em Gransee. Atualmente joga na Nord NOFV-Oberliga (V), após 11 temporadas na Brandenburg-Liga (VI).

## História
Estabelecido como Sportverein Altlüdersdorf, em 1926, o clube foi dissolvido após a Segunda Guerra Mundial. Passou a ser intitulado a 1 de janeiro de 1970 BSG Traktor Altlüdersdorf e jogou na parte ocupada pelos soviéticos, a Alemanha Oriental. Após a reunificação da Alemanha, em 1990, o clube recuperou o seu nome tradicional. A equipe avançou, em 2009-2010, para jogar a Oberliga Nord (V), o seu melhor retrospecto, após vencer a Liga de Brandendurg (VI).

## Títulos
- Campeão da Brandenburg-Liga (VI): 2009-2010;